# Claus Gold Betig
Claus Gabriel Gold Betig (Puerto Rico, Provincia de Misiones, Argentina; 27 de agosto de 1990) es un futbolista argentino. Juega como marcador central y su primer equipo fue Unión de Santa Fe. Actualmente milita en Matienzo de Romang de la Liga Reconquistense de Fútbol.

## Clubes
| Club                   | País      | Año       |
| ---------------------- | --------- | --------- |
| Unión de Santa Fe      | Argentina | 2008-2009 |
| Argentinos Juniors     | Argentina | 2010-2011 |
| Brown de Puerto Madryn | Argentina | 2011-2012 |
| Juventud de Pergamino  | Argentina | 2013-2015 |
| Bragado Club           | Argentina | 2015      |
| Juventud de Pergamino  | Argentina | 2016      |
| Colonial de Ferré      | Argentina | 2017      |
| Matienzo de Romang     | Argentina | 2018-?    |